# 长虹站
长虹站位于辽宁省凤城市长虹村，为沈丹铁路（乙线）上的一个火车站。建于1942年。距离沈阳站188公里，丹东站89公里，隶属中国铁路沈阳局集团管辖。现为四等站。
1. ↑  铁道部电子计算技术中心, 铁道部运输局. . 北京: 中国铁道出版社. 1998: 134. ISBN 9787113030995.